# Achszaf
Achszaf lub Akszaf – królewskie miasto Kananejczyków, wymienione w biblijnej Księdze Jozuego 11:1; 12:20; 19:25. Jego władca walczył z Izraelitami i został pokonany, ponosząc śmierć. Miasto leżało w północnej Palestynie, na wschodniej granicy terytorium plemienia Asera.
Miasto wymienione zostało w bardzo krótkim liście, oznaczonym jako EA 223 wśród Listów z Tell el-Amarna.